# Claude Groulart
Claude Groulart (ou Groulard), seigneur de La Court, né à Dieppe vers 1551, mort à Rouen le 3 décembre 1607, est un magistrat et érudit français, premier président du Parlement de Normandie du 16 avril 1585 (installation dans ses fonctions) à sa mort.

## Biographie
Il appartenait à une riche famille de Dieppe (son père étant son homonyme, et sa mère s'appelant Hélène Bouchard). Vers 1570, il partit faire des études de droit à Valence, où enseignaient alors Jacques Cujas, François Roaldès, Ennemond Bonnefoy, et où il rencontra également Joseph Juste Scaliger et Jacques-Auguste de Thou. Au moment de la Saint-Barthélemy (fin août 1572), il partit avec Scaliger et Bonnefoy pour Genève, ce qui peut laisser penser qu'il était alors protestant comme eux, sans qu'on ait aucune information là-dessus (ni sur une conversion postérieure). À Genève, il étudia pendant quinze mois les langues grecque et latine sous la direction de Scaliger. Dans l'anthologie de huit orateurs grecs qu'Henri Estienne publia à Genève en 1575, les traductions latines des discours de Lysias sont de Claude Groulart.
De retour en France, il obtint une charge de conseiller au grand conseil le 8 mars 1578. Protégé du duc de Joyeuse, il fut nommé premier président du Parlement de Normandie au début de 1585 et prit ses fonctions le 16 avril.
Animé d'un zèle sévère pour l'administration de la justice, il annonça dans son discours de réception le rétablissement de l'usage des mercuriales, « ja si longuement délaissées ». Une tâche importante à laquelle il dut s'atteler dès sa prise de fonctions fut la rédaction officielle de la coutume de Normandie : celle-ci, décidée par des lettres patentes du roi Henri III du 22 mars 1577, avait en fait été achevée par la commission nommée le 1er juillet 1583 ; mais l'enregistrement au Parlement eut lieu le 11 décembre 1585, et une commission présidée par le premier président procéda entre 1585 et 1587 à la rédaction des usages locaux. 
Mais sa présidence fut surtout marquée par les troubles civils : après l'assassinat du duc de Guise (23 décembre 1588), la ville de Rouen, favorable à la Ligue, se souleva (journée des barricades, 4 février 1589) ; Henri III, depuis Blois, ordonna au Parlement de Normandie de se retirer à Caen, ce que le premier président Groulart fit exécuter, suivi des membres de la compagnie fidèles au gouvernement. Le Parlement tint sa première séance à Caen le lundi 26 juin 1589. 
Ce fut Groulart qui, en 1591, conseilla à Henri IV d'assiéger Rouen, et lui et ses amis avancèrent au roi cinquante mille écus ; mais le souverain, influencé dit-on par Gabrielle d'Estrées, qui défendait les intérêts de sa famille, s'attarda aux sièges de Chartres et de Noyon, et ce n'est qu'en novembre 1591 qu'il consentit à s'occuper de Rouen, dont les ligueurs avaient minutieusement préparé la défense ; l'entreprise fut manquée. Groulart était auprès du roi dans son camp de Darnétal ; quand le souverain fut légèrement blessé au combat d'Aumale le 5 février 1592, il alla se reposer quelques jours chez le premier président, au château de Saint-Aubin-le-Cauf.
Groulart fut mandé à Saint-Denis, le 25 juillet 1593, avec les principaux dignitaires des cours souveraines, pour assister à la conversion solennelle d'Henri IV au catholicisme. La ville de Rouen se soumit au roi le 27 mars 1594, et aussitôt des lettres patentes ordonnèrent au Parlement de s'y retransporter, ce qui fut fait le 2 mai suivant. En cette séance, il fut décidé que les conseillers restés à Rouen pendant la Ligue ne seraient réintégrés qu'après enquête et après avoir prêté un nouveau serment de fidélité.
Groulart se trouvait à l'« assemblée des notables » qui se tint à Rouen, dans l'abbaye Saint-Ouen, à partir du 4 novembre 1596 et pendant plus de deux mois (le roi et la cour furent à Rouen du 16 octobre 1596 au 6 février 1597) : il a laissé un journal de cet événement. En 1597, le Parlement de Normandie s'opposa aux menées des « partisans » (fermiers de l'impôt) dans la province, et fit défense d'exécuter les arrêts du conseil qui paraissaient sollicités par la Cour des aides. Groulart fut convoqué par le chancelier Hurault de Cheverny et dut se présenter devant le roi « séant en son conseil d'État » ; il parvint alors, par son éloquence, à justifier la conduite de sa compagnie. 
Claude Groulart est resté célèbre dans l'histoire de la ville de Rouen pour deux de ses initiatives. D'une part, le lettré qu'il était restaura en 1595 la fameuse académie des Palinods, dont la tradition s'était perdue pendant les guerres de religion ; il fut élu « prince » l'année suivante, et il fonda le premier prix des stances, qui consistait en une tour d'argent, empruntée à ses armoiries ; son fils aîné fut ensuite élu prince en 1611 et fonda le deuxième prix des stances (prix du soleil d'argent). D'autre part, il fonda en 1602 le Bureau des pauvres valides, ou Hospice général, dont quelques maisons bâties cette année-là par son ordre furent le berceau. 
Il fut marié en premières noces à Élisabeth Bouchard († à Dieppe le 15 février 1584) ; en secondes noces (le 20 octobre suivant) à Barbe Guiffard († 4 janvier 1599), veuve de Robert Le Roux, seigneur de Tilly. Du premier lit, il eut un fils Claude († 6 décembre 1631), qui fut conseiller au Parlement de Normandie ; du second, il eut un fils (Henri, qui fut ministre plénipotentiaire aux traités de Westphalie en 1648, † 7 septembre 1658) et quatre filles (dont Barbe, mère de l'érudit et bibliophile Émery Bigot).
À sa mort, il fut inhumé avec sa seconde épouse dans le chœur de l'église du couvent des Célestins de Rouen, dans un mausolée de marbre blanc sur lequel Barbe Guiffard était représentée couchée, les mains jointes, la tête sur un coussin, et lui à genoux et priant. L'ordre des Célestins fut dissous en France en 1778, et le couvent de Rouen liquidé en 1783 par le cardinal-archevêque de La Rochefoucauld ; par une ordonnance du 19 août 1785, celui-ci autorisa la translation des restes de Claude Groulart et des siens à Saint-Aubin-le-Cauf, près de Dieppe, où le premier président avait eu sa maison de campagne. Il avait acheté ce château le 5 août 1581 (et y avait reçu Henri IV en février 1592) ; il y passait ses vacances, y annotant les auteurs grecs, qui étaient restés sa passion ; le 1er février 1603, cette propriété fut érigée pour lui en châtellenie. C'est là, dans les anciennes écuries du château, que l'historien Amable Floquet a redécouvert les deux statues en 1841. Elles se trouvent dans la chapelle Saint-Étienne de la cathédrale de Rouen depuis 1865. 
Claude Goulart a laissé de précieux Mémoires, des discours qui ont été conservés dans les registres du Parlement de Normandie, et des lettres (entre autres à Joseph Juste Scaliger, à qui il resta lié). Le manuscrit autographe des Mémoires, qui contient 147 feuillets écrits, se trouve à la bibliothèque municipale de Rouen ; ce sont les récits de dix-neuf missions qu'il a effectuées dans ses fonctions entre 1588 et 1604 (à quoi on ajoute un autre récit d'un voyage à la cour en 1606 trouvé dans les archives du Palais de justice de Rouen) ; le texte a été édité en 1826 et 1838.

## Éditions
- Claude-Bernard Petitot et Louis Jean Nicolas Monmerqué (éds.), « Mémoires de messire Claude Groulard, premier président du Parlement de Normandie, ou Voyages par lui faits en cour », Collection complète des mémoires relatifs à l'histoire de France, vol. 49, Paris, 1826, p. 277-440.
- Joseph-François Michaud et Jean Joseph François Poujoulat (éds.), « Mémoires de Claude Groulart », Nouvelle collection de mémoires pour servir à l'histoire de France depuis le XIIIe siècle jusqu'à nos jours, 1re série, vol. 11, Paris, 1838, p. 551-98.